# Re Niliu
Re Niliu ist eine italienische Band, die von Sergio di Giorgio und Ettore Castagna gegründet wurde. Sie treten seit 1979 auf und ihre Texte sind in kalabrischer, albanischer oder griechischer Sprache.

## Beschreibung
In den ersten fünf Jahren dokumentierten und veröffentlichten sie u. a. die Zampogna-Tradition, die Teil der Musik ihrer kalabrischen Herkunftsregion ist. Danach erfolgte eine Wendung hin zur Kombination traditioneller Musik mit modernen Arrangements. Ihre Musik vereint Traditionen der Folk- wie Weltmusik, rockigen Bass sowie Rhythmik und urbane Klänge.

## Diskographie (Auswahl)
- Nonsuli e no’ luna, 1984
- Caravi, 1988
- Pucambú, 1994
- An Xplosion of World, 1994
- Strictly Worldwide X 3, 1994